# Lehtiset (ö i Päijänne-Tavastland)
Lehtiset är en ö i Finland. Den ligger i sjön Päijänne och i kommunen Padasjoki i den ekonomiska regionen  Lahtis ekonomiska region  och landskapet Päijänne-Tavastland, i den södra delen av landet, 150 km norr om huvudstaden Helsingfors. Öns största längd är 0,9 kilometer i sydöst-nordvästlig riktning.